# 捨子古丹島
捨子古丹島（俄語：Шиашкотан，羅馬化：Shiashakotan，日语：／ Shasukotan tō */?），俄语音译希阿沙科坦岛，是俄羅斯的島嶼，位於鄂霍次克海，由薩哈林州負責管轄，屬於千島群島的一部分。長25公里、寬0.9至9公里，面積122平方公里，最高點海拔高度944米，島上無人居住。
島名來自於阿伊努語的「sak-kotan」（夏天的村莊）或「sas-kotan」（海帶的村莊）。